# Arcipelago di Baku
L'arcipelago di Baku è un gruppo di isole costiere situate in acque poco profonde nella baia di Baku, in Azerbaigian.

## Composizione
L'arcipelago è costituito dalle seguenti isole:
- Böyük Zirə
- Daş Zirə
- Kiçik Zirə
- Zenbil
- Səngi Muğan
- Chikil
- Qara Su
- Xərə Zirə
- İqnat Daşı
- Qlinyanı
- Kür daşı (In posizione distaccata rispetto alle altre isole dell'arcipelago).[1]

## Ecologia
La vegetazione delle isole è stata abbastanza danneggiata dall'inquinamento causato dai pozzi petroliferi nell'area, al punto tale che la maggior parte di esse ne è quasi priva.

Gli effetti si fanno ovviamente sentire anche per la fauna: precedentemente questo arcipelago forniva un ecosistema ideale per la foca del Caspio, mentre gli storioni si possono ancora trovare dove l'acqua non è troppo inquinata; alcuni uccelli che visitano la baia di Baku come l'alzavola, il gabbiano reale nordico, e lo svasso trovano rifugio in queste isole che sono disabitate fatta eccezione per le installazioni per l'estrazione del gas e un faro.

Nell'isola Səngi Muğan è altresì presente una stazione automatica di monitoraggio dell'inquinamento dell'acqua.